# Thecla petaurister
Thecla petaurister är en fjärilsart som beskrevs av Druce 1907. Thecla petaurister ingår i släktet Thecla och familjen juvelvingar. Inga underarter finns listade i Catalogue of Life.